# アスファルト (2015年の映画)
『アスファルト』（Asphalte、国際版英題: Macadam Stories）は2015年のフランスのコメディ映画。
監督はサミュエル・ベンシェトリ、出演はイザベル・ユペール、ヴァレリア・ブルーニ・テデスキ、マイケル・ピットなど。
郊外の古い団地を舞台に3組の男女の交流を描いた群像劇。第68回カンヌ国際映画祭特別招待作品。

## ストーリー
団地のエレベーターが故障し、住民が費用を出し合って修理をすることになるが、2階に住む冴えない中年男性スタンコヴィッチ（ギュスタヴ・ケルヴェン）は費用負担を拒否する。結局、スタンコヴィッチはエレベーターを使用しないという条件で支払いを免除されるが、その直後に怪我で車椅子生活となってしまう。すると、彼は誰にも見られないようにこっそりとエレベーターを使い、深夜に食料を調達するために出かけるものの、その時間では店はすべて閉まっており、病院に設置された菓子の自販機を使うしかない。ところが、そこで夜勤の看護師（ヴァレリア・ブルーニ・テデスキ）に見つかった彼は、とっさに自分はロケハン中の写真家であると嘘をついてしまう。彼女に惹かれた彼は、彼女に会うために毎晩、彼女の休憩時間に合わせて車椅子で病院に行くようになる。二人の仲がせばまると、スタンコヴィッチは彼女の写真を撮りたいと提案し、彼女はそれを受け入れる。約束の夜、彼は意を決して病院に向かうが、団地のエレベーターが故障して出られなくなってしまう。必死の彼は何とかエレベーターから脱出し、不自由な足を引きずりながら歩いて病院に向かう。約束の時間はとうに過ぎていたが、彼女が夜勤を終えて帰ろうとしていたところにようやくたどり着いた彼は、自分が写真家ではないことを正直に告白する。
10代の少年シャルリ（ジュール・ベンシェトリ）は母親と二人暮らしだが、母親は留守がちでいつも一人で過ごしている。そんなある日、隣の部屋に中年女性ジャンヌ・メイヤー（イザベル・ユペール）が越してくる。かつては女優として活躍していた彼女だったが、今は役がつくこともなく、すっかり落ちぶれている。一人でまともに生活できないほどに間が抜けている彼女を見かねたシャルリは、彼女の世話を焼くうちに徐々に親しくなると、彼女が役を得られるように協力するようになる。
宇宙飛行士のジョン・マッケンジー（マイケル・ピット）が乗った帰還用のカプセルが手違いで団地の屋上に不時着する。この非常事態を隠蔽したいNASAは、彼を迎えに行くまでの2日間、その団地の最上階に住むアルジェリア系移民の女性マダム・ハミダ（タサディット・マンディ）に彼をかくまって欲しいと依頼する。気のいい彼女は彼を得意料理のクスクスで歓待し、今は刑務所にいる息子の部屋や服を貸す。ジョンはフランス語がわからず、マダムは英語がわからないため、二人の会話はちぐはぐなものとなるが、それでも二人は親子のように親しくなって行く。

## 製作
シャルリを演じたジュール・ベンシェトリはサミュエル・ベンシェトリ監督の息子で、母親は女優の故マリー・トランティニャン、母方の祖父はジャン＝ルイ・トランティニャンである。

## 作品の評価

### 映画批評家によるレビュー
Rotten Tomatoesによれば、6件の評論の全てが高く評価しており、平均して10点満点中6.67点を得ている。
アロシネによれば、フランスの22のメディアによる評価の平均点は5点満点中3.6点である。

### 受賞歴
- 第41回セザール賞（フランス語版） 脚色賞（フランス語版）ノミネート
- 第26回ストックホルム映画祭 国際批評家連盟賞受賞[3]